# 花田ミキ
- 花田ミキ[2]
- 花田みき[3]

花田 ミキ（はなだ ミキ、1914年〈大正3年〉9月9日 - 2006年〈平成18年〉8月1日）は、日本の保健看護研究家、保健指導者。青森県中津軽郡清水村（現・弘前市）出身。
終戦後の青森県で、看護教育施設の建立に力を注ぐことで看護教育の基礎を築き上げ、保健行政の立場から無保健婦町村の解消、僻地救護看護の確立など、青森県民たちの命と健康を守るために尽力し続けた。その姿勢は平成期以降においても、青森県内の多くの看護関係者たちに引き継がれている。また戦時中に従軍看護婦の経験から、「命を阻むものはすべて悪」との信念を持ち、自費出版物などを通して戦争経験を語り続けた人物としても知られる。

## 経歴

### 戦前〜戦中
青森弘前高等女学校（後の青森県立弘前中央高等学校）を卒業後、看護の道を選んだ。女学校を卒業した女性は、習い事を経て結婚することが当然であり、就職は卑しい手段と考えられていた時代において、看護の道を選んだ理由は、家庭の経済的な事情でそれ以上の進学が望めなかったことと、8人の兄弟姉妹の長女として、経済的に自立しなければならないとの責任感からであった。
日本赤十字社（以下、日赤と略）盛岡看護婦養成所を経て、1934年（昭和9年）に日赤青森県支部に勤務した。1937年（昭和12年）に日中戦争が開戦、従軍看護婦として招集された。その後も1939年（昭和14年）、1941年（昭和16年）と三度にわたって招集され、ほとんどの青春時代を戦場で過ごすこととなった。
1942年（昭和17年）、病院船上で結核と腸チフスに倒れ、広島陸軍病院（後の広島赤十字・原爆病院）に入院。博愛や人道主義で看護の道を選んだわけではなかった花田は、この入院中にある看護婦の献身的な看護に感銘を受け、保健看護への考えが大きく変化した。
チフスが治癒したことで、従軍看護婦に復帰した。やがて、多くの兵士たちの死、自分たちのもとで治癒した兵士が再び死地へ赴くことの矛盾への苦悩から、戦争に対して強い怒りを抱き、「命を阻むものはすべて悪」との考えに至った。せめてもの戦争への抵抗として、病床の兵士たちの遺書を、検閲の目を盗んで遺族たちへ送り続けた。
翌1943年（昭和18年）、結核が完治していなかったために帰還した。勉強の末、看護教員と保健婦の資格を取得した。同年に開院した八戸市の八戸赤十字病院の看護婦養成所で婦長に就任し、養成所の生徒たちとともに寄宿舎での生活を送った。婦長としては戦時救護看護婦の教育に努め、看護婦や学生たち約200人の食糧の確保、負傷兵の救護、遺体の処置のために奔走した。

### 看護改革
終戦後の1947年（昭和22年）、連合国軍最高司令官総司令部(GHQ)の看護改革の一つである日本産婆看護婦保健婦協会（後の日本看護協会）設立に際して、青森県支部の設立に着手した。この際には戦前からの考えを固持する人々からの反発にも遭ったが、GHQ公衆衛生福祉局看護課長として来日していたグレース・E・オルトが大きな後押しとなった。同1947年秋に花田らの苦心が結実し、日本産婆看護婦保健婦協会青森県支部（後の青森県看護協会）が発足した。このオルトが花田に語った以下の言葉は、戦後の物資不足で病院や看護教育の事情に苦心する花田にとって大きな励みとなった。
1949年（昭和24年）、八戸市内で急性灰白髄炎（ポリオ）の集団感染が発生した。まだ予防ワクチンの存在しない時代であり、新聞でも「世界的にも稀有の現象」と報じられた。八戸赤十字病院の担当医から要請を受けた花田は、治療法を求めて上京し、日赤を通じてGHQから、オーストラリアで効果を上げた治療法「ケニー療法」の資料を入手。八戸赤十字病院で毎日その療法を続けるとともに、新聞記事を通じ、一般向けにこの療法をわかりやすく紹介した。
戦後の看護改革の中で花田はアメリカ式の看護を学び続け、日本の看護教育がアメリカよりもはるかに遅れていることを知った。そこで看護婦を社会的に専門職として認めさせるため、ロンドンのナイチンゲール看護学校に倣い、看護教育施設の建立を目指した。1951年（昭和26年）に悲願の看護教育施設として、青森県立高等看護学院（後の青森県立保健大学）の開校が決定した。しかし花田の考えはなかなか世間に認められず、入学応募者はたった1人であった。新聞紙上では「嫌われた県立看護学院」と題し、不要不急の建物を創ったと非難の記事が掲載された。花田は青森県内の高等学校を回り、手製のフローレンス・ナイチンゲールの紙芝居などで看護教育の重要性を説き、生徒集めに奔走した。その甲斐があり、翌1953年（昭和27年）の第2回入学式には、公衆衛生学部13名、臨床学部35名の入学者が集い、花田自らも講師として教壇に立った。

### 青森県庁での活動
県立の看護教育施設創設に伴い、様々な手続きや整備を目的とし、青森県庁内に衛生部看護係が創設された。その係長として、看護教育施設を唱えた本人である花田に白羽の矢が立った。前述した看護学院の開校前年の1950年（昭和25年）、花田は八戸赤十字病院を退職し、青森県衛生部看護係長に就任した。これは青森の保健婦指導の頂点ともいえる役職である。当時は、肩書を持つ女性は異例であった上、県庁の係長職は、10数年のキャリアを持つ男性でも就任の難しい職務であった。その係長に青森で初めて女性が、それも外部からの人間が就任したことは、当時のマスコミで話題となった。
1955年（昭和30年）には、東北地方でも伝統的に健康保険組合の活動が盛んな岩手県を視察し、岩手県国民健康保険団体連合会の保健活動を学んだ。帰郷後、青森県国民健康保険団体連合会の協力を得、岩手の活動を青森県内へ広めることへ貢献した。この活動において住民たちと健康問題についての意見交換の末、すでに駐在保健婦で実績を挙げている高知県などに倣い、青森でも各地へ保健婦を置くべきとの考えに至った。
1964年（昭和39年）、全国最悪を記録した青森県の乳児死亡率の解決策として、保健婦・助産婦団体による「もったらころすな運動」を推進（『もったら』は『妊娠したら』の意）した。妊婦たちに胎児を死なせることのないよう呼びかけ、早期に役場へ届けた妊婦へは特典として晒を配った。これにより乳児死亡率解決とともに、保健婦たちが地域に密着した地道な活動の中、訪問先の家庭で人間関係を築くなど、多くの経験を積むことができる効果も生まれた。
この当時、青森県内の全町村の約半分は保健婦が不在であり、その大部分は僻地であった。僻地の赴任を望む保健婦はわずかであり、各町村も財政が厳しいという事情があったのである。この打開策として翌1965年（昭和40年）、花田考案による「派遣保健婦制度」が開始された。県立高等看護学院の卒業生を青森県職員として採用し、各町村へ派遣し、町村からは負担金を出すという制度である。この制度により、県職員としての勤務までの数年の我慢として僻地へ赴任する保健婦が増え、中にはそこで結婚相手と巡り合い、僻地に定住する保健婦も現れるといった効果が生み出されていた。1962年（昭和37年）時点では29の町村に保健婦の不在であったが、1971年（昭和46年）にはそれらに2名以上の保健婦が在勤する体制が整えられ、保健婦不在の町村は皆無となった。当時の青森県知事であった竹内俊吉は、従軍記者の経歴を持つために花田と似た境遇であり、派遣保健婦制度の維持は竹内と花田の指導力の賜物とも見られている。
1973年（昭和48年）に青森県を退職した。退職時の役職は衛生看護指導監で、当時の女性県職員としては最高のものであった。同1973年に第一生命保険主宰の保健文化賞を受賞、翌1974年（昭和49年）に東奥日報社主催の東奥賞を受賞した。

### 保健看護研究家としての活動
青森県を退職後は、フリーランスの保健看護研究家として活動した。日赤で看護教育を受けた未婚者たちによる互助組織・日本赤十字社青森支部青桐会（以下、青桐会と略）で1950年から会長を務めており、同組織が活動拠点となった。講演の依頼や取材も多く受けた。
高齢化社会に向け、1980年（昭和55年）より青桐会による「看護銀行」の活動を開始した。高齢者たちが互いに労力を貸し借りし合う仕組みであり、その仲立ちに金銭に替って専用のチケットを用いることを特徴で、花田自らが銀行の頭取を名乗った。先駆的なシステムであったが、社会に根付くには至らずに終わった。翌1981年（昭和56年）には青桐会、青森県医療社会事業会、青森県地域婦人団体連合会による高齢者向けの電話相談「高齢者110番」が開始された。後にはこれが発展し、日本看護協会支部も含めた4団体で「ボランティア・あじさい」が組織され、花田も世話人を務めた。
1994年（平成6年）、フローレンス・ナイチンゲール記章受賞者に推薦された。看護師にとって世界最高の記章であるが、花田本人の固辞により受賞には至らなかった。その理由を後年に青桐会の会誌『青桐会だより』で、元従軍看護婦、戦争経験者の立場から以下の通り述べている。
同1994年、元従軍看護婦としての戦中記録集『語り継ぎたい』を自費出版した。1997年（平成9年）には戦争体験短歌集『燠なお消えず』を出版し、自身の戦争体験を多くの人々に伝えることを望んだ。戦後半世紀を経て戦争体験の風化が進み、戦争体験を伝えることは困難であったが、その後も自費出版を続け、知人たちに著作を送り続けた。

### 晩年
1998年（平成10年）、老齢などを理由に、青桐会の会長職を退任。かつて親しかった知人たちと距離を置き、交流は文通のみで済ませ、静かな余生を送った。周囲からは、老いや弱さを人に見せることを嫌がっていたものと見られている。
2006年、肝癌により、満91歳で死去した。戦争により結婚の機会を失い、生涯独身であった。遺志に基き遺体は弘前大学医学部へ献体され、葬儀は行われなかった。次代へ非戦を願う遺言が実弟に託されており、東奥日報の死亡広告に掲載され、静かな反響を呼んだ。

## 没後
2021年（令和3年）より、青森出身の映画監督の五十嵐匠のもと、花田の生涯の映画化の計画が進められ、協賛金募集などの活動が行われた。五十嵐はかつて2歳の頃、列車の中で高熱に侵されて意識を失い、偶然にもその列車に同乗していた花田に応急手当を施され、迅速な対応で病院に搬送された経緯があり、これは当時の東奥日報でも報じられた。近年において五十嵐がその新聞記事で、花田により自分の命が救われたことを知り、「花田さんがいなかったら、映画監督の自分もなかった」として、映画化の決意に至った。保健指導と看護に生涯を捧げた花田を「じょっぱりの人（青森の方言で「意地を張る人」「強情な人」の意）」と呼び、その姿を、新型コロナウイルス感染症の拡大という未曽有の苦境の中で奮闘する医療従事者らにも重ね、現在の医療従事者を激励する作品とすることが目指されており、2024年7月2日に『じょっぱり 看護の人 花田ミキ』として公開に至った。

## 評価
花田と同じ昭和時代に高知県で保健指導者として活躍した上村聖恵と共に、「東は青森県の花田ミキ、西は高知県の上村聖恵」と並び称され、当時の看護関係者たちからはその指導力や人間性から「西の上村天皇、東の花田天皇」とも呼ばれた。この上村と比較すると、花田は住民自身から起こる運動や、保健婦たちによる労働運動を重視していたという特徴がある。これは、上村が保健婦として活動し始めた頃には、保健婦活動の目的がすでに総力戦体制での協力のみに一元化されていたことに対し、花田は青森独自の保健婦制度の展開以前から看護活動を熟知していたという経歴の差によるものと見られている。
一方で住民や労働者を重視するあまり、病院勤務時代は病院の運営側、青森県庁時代は上層部や行政側との間の摩擦も多かった。病院時代には看護婦の労働条件の向上を試みたところ、医局側から「アメリカかぶれ」などと言われた。青森県議会では、革新派の議員が保健婦行政を批判すると「花田が煽った」とデマが飛び、花田自身も上司から身におぼえのない激しい叱責を受けた。僻地の保健対策に力を注ごうとした際にも上司と衝突し、辞表を書いたことも数回あった。こうした数々の苦しみを、花田は前述したGHQ公衆衛生福祉局看護課長グレース・E・オルトの、国境を超えた励ましにより耐え抜いていたという。
八戸赤十字病院の元看護婦たちは、女性の地位が低く、さらに職業を持つ女性が偏見を受けていた戦前にあって、婦長として看護婦たちのことを常に考えていた花田を、以下のように語っている。
青森県立高等看護学院での花田の教え子の1人は、後に同学院を前身とする青森県立保健大学の健康科学部看護学科教授を務めており、花田の講義の特長を以下の通り語っている。
青森県庁での活動を、当時の青森県公衆衛生課長は、花田を「傑物」と呼んで、以下のように評価している。
青森県庁時代に推進した「もったらころすな運動」は、地域の看護サービスを充実させることで、乳児死亡率の低減に著しい成果を上げ、当時はノーベル賞ものともいわれた。もっとも、「ころすな」という言葉が直接的で馴染めないという声や、合言葉としては強烈だとして異論もあった。また晒を配ることに対しても「物で釣る」との声があり、さらに晒には文化的に遅れたイメージがあるため、青森が後進県の代表と見られたとの意見もある。
その翌年に花田が考案した派遣保健婦制度は、「青森方式」と呼ばれて日本全国で注目を集め、全国的にも高い評価を受けた。ただし、無医地区の町村を皆無にできたという実績を持つ一方で、本来はその町村が自力で雇うべき保健婦を青森県で雇わなければならないため、青森県庁内の人事や総務からの評判は芳しくなかった。
青森県退職後に高齢化社会対策として考案した看護銀行については、非常に先駆的なシステムとしてマスコミに注目されたものの、時代的に早すぎたこと、活動の中心が現役世代ではなくすでに現役を引退した人々であったこと、花田を常に補佐するような人員が欠けていたことなどが失敗に繋がったと指摘されている。しかし、青森県医療社会事業会と青森県地域婦人団体連合会は、高齢者たちを支える仕組みとして看護銀行に着目しており、このことが、同じ目的である高齢者110番に両団体が参入するきっかけとなった。
高齢者110番は、違う業種の3団体が共に活動することで相乗効果が生まれたといわれており、電話相談では40分も話し込む利用者もいた。当時、業種の異なる複数の団体が共同で活動する例は稀であり、当時の青森県医療社会協会副会長は、面倒見の良い性格の花田がその架け橋となったと指摘している。2015年（平成27年）時点でも青森社会福祉協議会に同様のサービス「福祉安心電話」があり、花田らによる高齢者110番がその前身となったと見る向きもある。

## 著作

### 著書
- 『巻きもどすフィルム』花田ミキ、1985年11月。 NCID BA38295931。
- 『老いよかがやけ 独居独語』花田ミキ、1987年9月。
- 『語り継ぎたい 父母たちと私の戦中記録』花田ミキ、1994年4月。 NCID BB05078902。
- 『燠なお消えず』花田ミキ、1997年4月。 NCID BB06740510。
- 『鎮魂のうた 20世紀におくる』花田ミキ、2001年2月。 NCID BB17949334。

### 論文
- 「ヘルス・エデュケーション」『教育こうほう』第3巻第1号、青森県教育庁、1953年4月、36頁、CRID 1520854805137415808、NAID 40000698423。
- 花田ミキ、鈴木治子「カッチヤだちと手をつなごう――住民の命を守った運動その二つ（起ちあがる住民たち）」『月刊福祉』第53巻第6号、全国社会福祉協議会、1970年7月、37-43頁、CRID 1522262179960871168、NAID 40001031514。
- 水野祥太郎、河邨文一郎、花田ミキ「辺地のリハビリテーション」『リハビリテーション医学』第9巻第4号、日本リハビリテーション医学会、1972年10月、292-297頁、CRID 1570009752006066816、NAID 110001865578。
- 「地域看護の現状と問題点を考える――パンだねとなるために」『公衆衛生』第39巻第5号、医学書院、1975年5月、271-275頁、CRID 1523388080662662016、NAID 40001207661。
- 「"ここにこのような問題がある"を出発点に」『公衆衛生』第40巻第8号、医学書院、1976年8月、564-565頁、CRID 1521417753449292416、NAID 40001207495。
- 「地域ケアシステムの充実を――生活弱者の立場から」『看護』第50巻第1号、日本看護協会出版会、1998年1月、100-104頁、CRID 1523106604728523136、NAID 40000536285。
- 「21世紀へ伝える心――明日のために昨日を語る 燠なお消えず（前編）」『往来』第14号、生涯学習ボランティア交流センター、2000年7月、4-11頁、CRID 1524232505960565248、NAID 40005647251。
- 「21世紀へ伝える心――明日のために昨日を語る 燠なお消えず（中編）」『往来』第15号、生涯学習ボランティア交流センター、2000年10月、6-11頁、CRID 1521699231170169472、NAID 40005647255。
- 「明日のために昨日を語る 燠なお消えず（後編）」『おうらい』第16号、生涯学習ボランティア交流センター、2001年1月、27-30頁、CRID 1522543656099830144、NAID 40006632350。